# 鈴木優磨
鈴木優磨（1996年4月26日—），日本足球運動員，司職前鋒，現效力日職球隊鹿島鹿角，前日本國家足球隊成員。

## 俱樂部生涯
铃木优磨出生于1996年的千叶县，他是家中次子，有一个哥哥和一个妹妹。
铃木优磨的哥哥铃木翔大比他年长3岁，正是哥哥的影响让铃木优磨有童年的足球梦。
铃木优磨其从小学1年级开始到鹿岛上学，并加入了鹿岛鹿角梯队，从鹿岛鹿角少年队（小学）被选拔上青少年队（初中），进而成功进入鹿岛鹿角青年队（高中）。铃木优磨在2012年晋升鹿岛鹿岛青年队，并在2014年帮助球队时隔10年第3次获得全国青年队杯赛冠军。同年，铃木优磨以2种登陆选手身份注册鹿岛鹿角，并在2015年进入鹿岛鹿角一线队。
铃木优磨曾经代表鹿岛鹿角U21在8强战中0-1输给了柏雷素尔，作为队内王牌兼队长的铃木优磨没有实现夺冠的目标。
在为一线队上演首秀之前，他的大部分时间在日丙联赛的22岁以下选拔队效力，并在8场比赛中收获了3个进球和2次助攻。在9月9日天皇杯第二轮鹿岛鹿角主场和FC琉球的比赛中，铃木优磨上演了一线队处子秀，比赛进行到第87分钟，他替换本山雅志登场，鹿岛鹿角最终也以3-1取得了胜利。9月12日，鹿岛鹿角在联赛次循环第10轮主场迎战大阪飞腳，铃木优磨在74分钟替换土居圣真出场，从而实现了日职联赛的首秀。伤停补时阶段，他接边路传中头球破门，从而斩获了首个日职联赛进球。在日本联赛杯决赛中，铃木优磨在第69分钟替补中村充孝上场，鹿岛鹿角最终也击败大阪飞腳获得了胜利。当赛季铃木优磨联赛出战7场，打入2球。
由于兢兢业业的训练表现以及场上发挥，铃木优磨在16赛季获得了更多出场机会，联赛出场32次，9次首发，打入8球。铃木优磨几乎成为鹿岛的超级替补，在有限的出场时间完成稳定的进球输出，而几乎每轮都有出战机会也使得他保持良好状态，实现临场战斗力的稳定提升。2016年的联赛总决赛次回合，铃木优磨在78分钟为球队赢得关键点球，并由队友金崎梦生主罚命中，正是这一进球让他们客场2-1获胜，从而依靠客场进球数（总比分2-2）捧起了联赛2016年赛季的日职联赛冠军奖杯。
正是因为2016年的联赛冠军，鹿岛鹿角得以以东道主的身份参加了年末的世俱杯比赛，他们在首轮以2-1击败了奥克兰城，而在次轮则是2-0轻取南非球队马姆罗迪日落。在半决赛中，鹿岛鹿角迎来的真正意义上的强队哥伦比亚国民竞技，球队给鹿岛球场的球迷们带来惊喜，出人意料地3-0大胜，这场比赛铃木优磨在84分钟替补中村充孝出战，并在上场后不久就打入1球。决赛中铃木优磨同样获得机会，比赛第88分钟，他替换土居圣真登场，当时鹿岛鹿角和皇家马德里战成2-2。但随着C罗在加时赛中完成帽子戏法，鹿岛鹿角最终也负于皇马无缘冠军。
2017年，铃木优磨的俱乐部球衣号改成9号，成为队内重要球员，在国内联赛和亚冠比赛中均有尚佳表现。同年9月，他在与仙台维加泰的联赛杯中梅开二度，单赛季共打入14球，这也创造了鹿岛青训出品球员的单赛季进球纪录。
2月28日，在鹿岛鹿角与大阪飞腳联赛第一阶段的揭幕战中，铃木优磨在第72分钟攻入了全场唯一一粒进球，帮助球队在客场险胜对手。当时他替换赤崎秀平登场才3分钟。
在第一阶段替补登场几次后，铃木优磨在第二阶段有了更多的时间。从八月中旬到九月中旬，尽管铃木优磨在5场比赛的4场中都被安排在右路，但他还是攻入了4个球。
随着赛季的进行，全面的铃木优磨成为了石井正忠战术体系中的一员。联赛总决赛第二回合比赛中，铃木优磨在第58分钟替换远藤康登场，并在第79分钟制造了关键点球，金崎梦生帮助鹿岛鹿角扳平了总比分。最终鹿岛鹿角凭借客场进球多的优势拿到了创纪录的第8个日职联赛冠军，从而成为日本国内夺冠次数最多的俱乐部。
2017年5月10日，亚冠小组赛第六轮对阵蒙通联，第18分钟，远藤康中场弧顶处送出美妙直塞，铃木优磨拿球杀入禁区右侧，面对出击的蒙通联门将，小角度冷静推射，穿过门将进球，第61分钟，永木亮太中前场斜传找右侧前插的远藤康，远藤康一脚弧线球精准地给到小禁区中路，铃木优磨头球进球，铃木优磨梅开二度，场上比分2-1。
本赛季铃木优磨已经在鹿岛鹿角获得主力位置，加上俱乐部的年轻化方针，在金崎梦生夏窗转会离队后，铃木优磨升级为队内最重要得分点。11月11日，铃木优磨代表鹿岛鹿角在亚冠决赛中力压伊朗王者波斯波利斯，这也是鹿岛队史首座亚冠冠军奖杯，铃木优磨在决赛次回合比赛中拼尽全力，导致右脚关节扭伤，这也使得他失去了个人首次成年国家队征召的机会。根据日媒最新消息，鹿岛鹿角让法政大学前锋上田绮世参加球队训练，这也被看作是球队支持铃木优磨留洋而所做的准备。
鹿岛鹿角官方宣布与比甲圣图尔登就FW铃木优磨转会一事达成共识，待球员抵达比利时完成体检后即可完成签约。
前锋铃木优磨自从七月中旬加盟球队以来一直没有代表球队出场比赛，在此前的报告中，铃木优磨称自己是因为生病所以没有参加球队的训练而无法出场，但比利时媒体「voetbalkrant」根据最新的调查结果表示，铃木优磨并没有任何身体上的问题。
圣图尔登公布下轮与欧本比甲联赛名单，铃木优磨首次入选。
比甲第8轮，铃木优磨在比赛表现活跃，不仅攻入了自己的旅欧处子球，还在比赛中成功造点，帮助圣图尔登客场3-0击败了沙勒鲁瓦。
圣图尔登发布，经球迷投票包括日本球员铃木优磨在内的5名球员入选俱乐部年度最佳球员（MVP）后补名单。

## 國家隊生涯
根据《体育报知》的消息，2018年11月的国家队集训期间，森保一可能会在锋线上招入前锋铃木优磨进行考察。
11月7日，日本主帅森保一公布新一期国家队集训名单，鹿岛鹿角前锋铃木优磨首次被征召入选。日本国家队将于本月中在本土进行2场麒麟杯赛事，分别于11月16日在大分对阵委内瑞拉，20日在爱知县的丰田球场迎战吉尔吉斯斯坦。

## 外部連結
- 鹿島アントラーズによる公式プロフィール
- 鈴木優磨 – FIFA國際賽競賽紀錄 (存檔)
- 日本職業足球聯賽中的鈴木優磨 （日語）